# Гранатовый узор

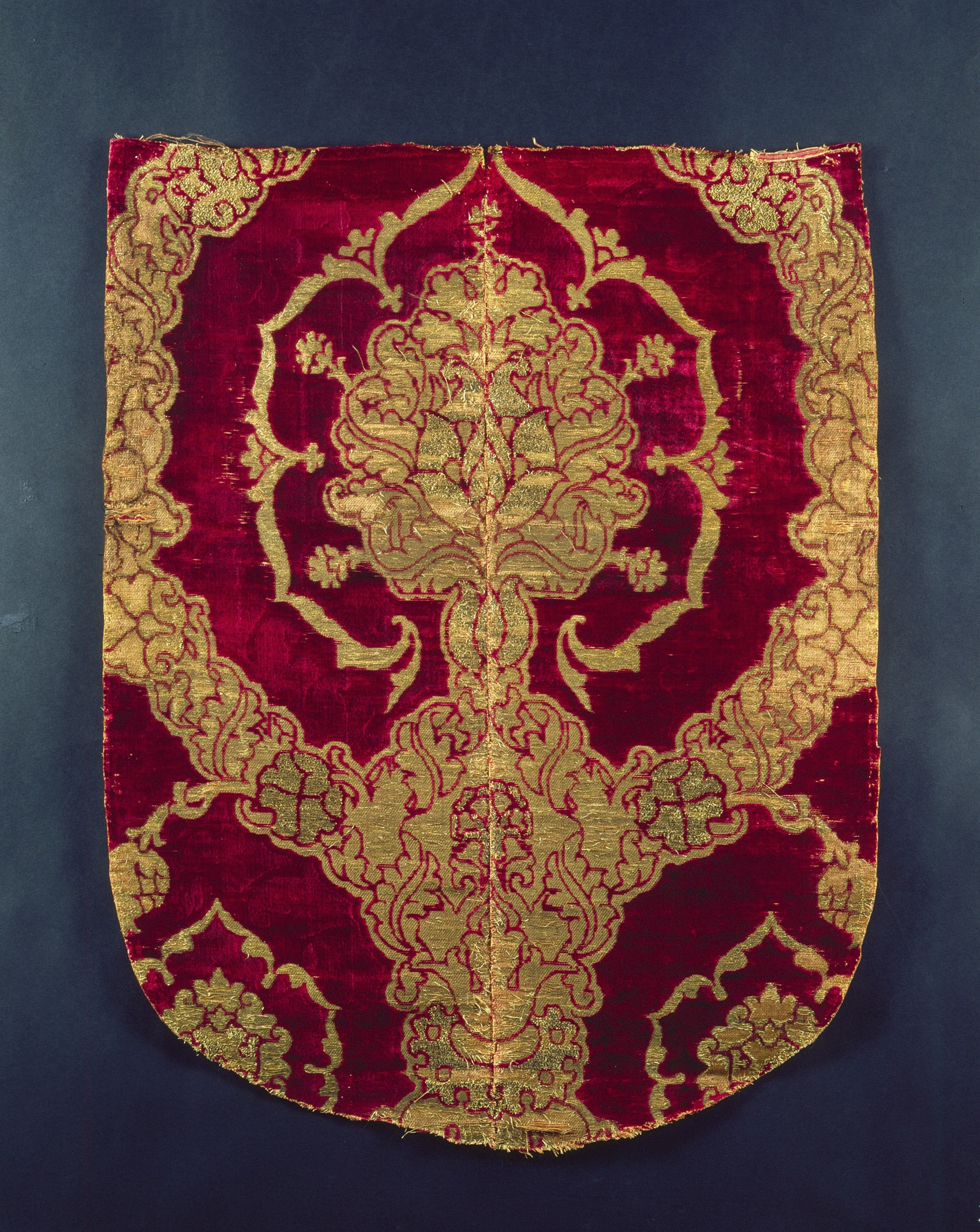
Фрагмент текстиля (Венеция, 1480 год)

Грана́товый узо́р, цветок граната — стилизованный орнамент, в основе которого лежит изображение цветка или плода (гранатины) граната. Характерен для Ближнего Востока и европейского Ренессанса.
Представляет собой стилизованное изображение цветка или плода граната в окружении ветвей или листьев, иногда поднимающихся из вазы. Также термин «pomegranate motif» в современном понимании включает стилизованные изображения следующих растений:
- сосновые шишки (pigna)
- чертополох
- артишок
- лотос
- пальметта
- вариации мотива «древо жизни».

## Термин
Термин «pomegranate motif» вошел в употребление относительно этого орнамента со всеми его вариациями поздно, во 2-й половине XIX века. В этот период влиятельные теоретики и практики дизайна, в частности, Оуэн Джонс, Уильям Моррис и Уолтер Крейн своих работах посвятили много внимания реконструкции этого узора, в связи со своим интересом к эпохе Ренессанса.

## Символика узора
Плод граната — символ единства мира во множественности его проявлений.
Символическим значением граната на Востоке было плодородие и бессмертие, что влияло на популярность мотива. В восточных коврах и килимах гранат является символом плодородия и изобилия из-за своих многочисленных семян. Идея гранатового ковра выражает тоску по мифическому изначальному Райскому саду. В исламе, согласно Корану (55:068), гранаты растут в райских садах. Ваза с гранатовым деревом представляет собой сложную идею развития творения. В некоторых восточных коврах круги — это гранаты, которые содержат внутри себя другие гранаты. Это вводит идею бесконечных миров. Умножение семян на поле ковра — намек на процветание и плодородие, развитие идеи творения.
В христианстве изображения граната часто встречаются в тканях, используемые для церковных облачений и занавесей, поскольку сломанный плод, лопающийся от семян, символизирует страдания и воскрешение Христа. Также под одной кожурой плода собрано много подобных друг другу зёрнышек, что воспринимается как символ власти и единения под эгидой Церкви.
Также символически гранат ассоциируется с плодородием не только из-за обилия зернышек, но и из-за визуального сходства с символами утробы. Итальянскими гуманистами классическое языческое значение было преобразовано в христианскую концепцию духовного возрождения, воскресения и бессмертия.

## История в Европе
Гранатовый узор в Европе появляется в конце XIV века с импортом османских тканей. В 1422 году отмечено первое плавание флорентийских галер в Александрию, Египет, перевозивших, среди прочего, текстиль на огромную сумму.
В XV веке он распространяется на тяжёлых шёлковых, бархатных плательных и обивочных тканях, созданных по восточным образцам в Италии. Позже, в XVI—XVII веках узор стал воспроизводиться также на льняных и хлопчатобумажных тканях.
В Европе ткани с этим узором использовались и для светских одежд, и для литургических облачений.
В живописи самым известным примером запечатления такой ткани является «Портрет Элеоноры Толедской с сыном» кисти Бронзино, изображающий герцогию Флоренции — города, бывшего в XVI веке лидером текстильного производства. Изображение тканей с этим орнаментом в религиозных произведениях имеет символическое значение, например, в балдахинах позади трона Мадонны.

## Галерея

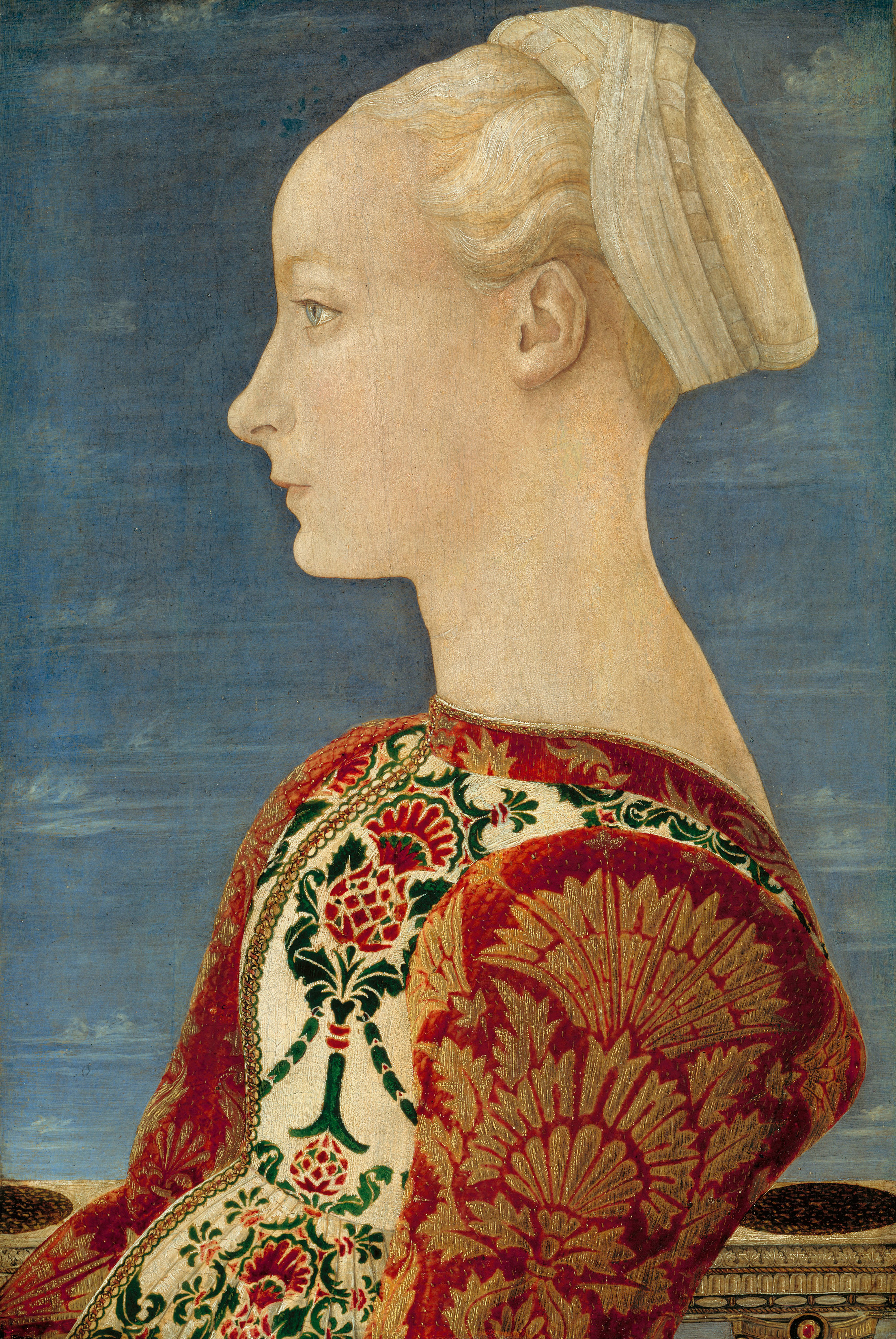
Пьетро ди Полайоло. Портрет дамы. 1465
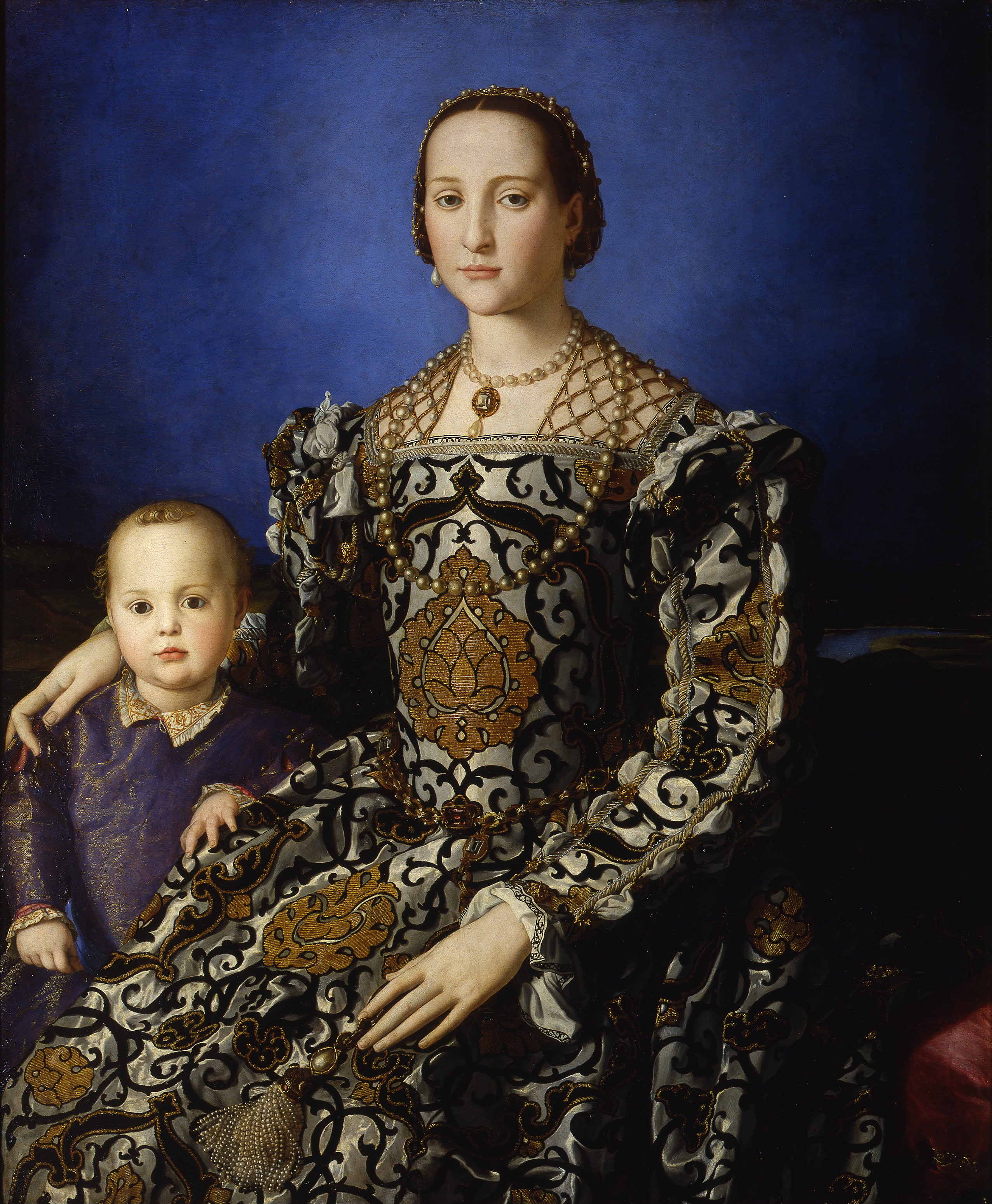
Бронзино. Портрет Элеоноры Толедской с сыном. 1545
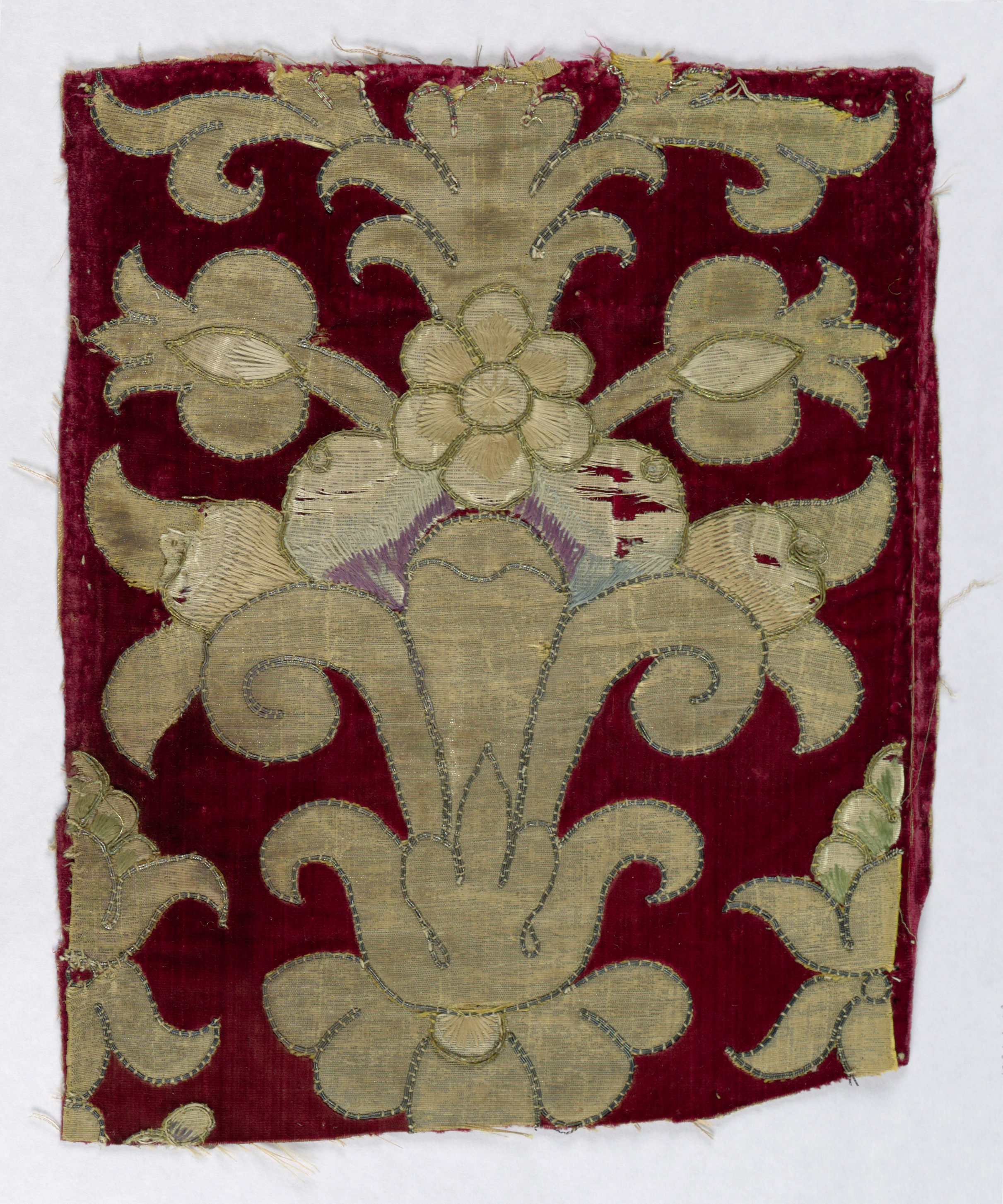
США, XVII век
Бельгия, XIX век
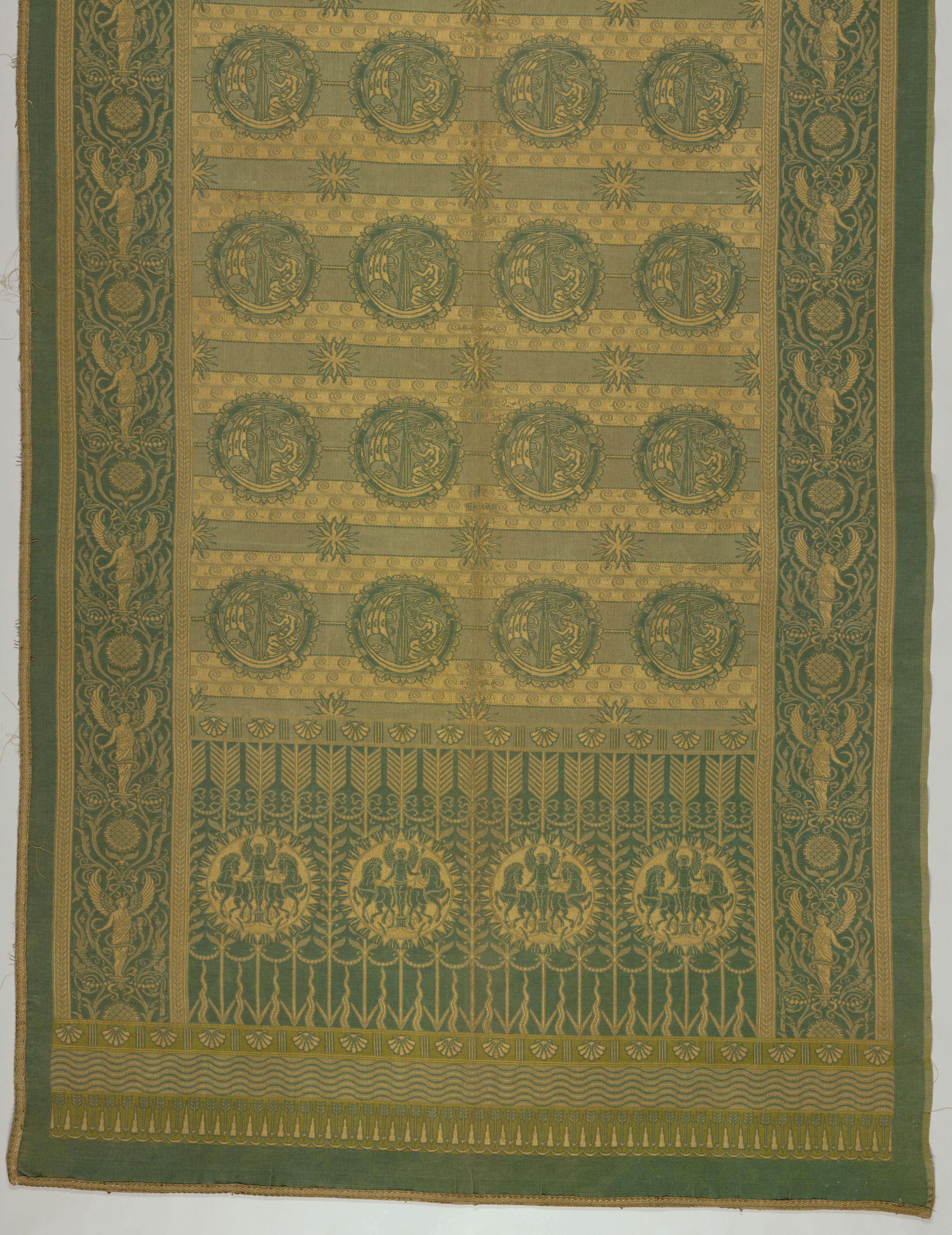
США, XIX век
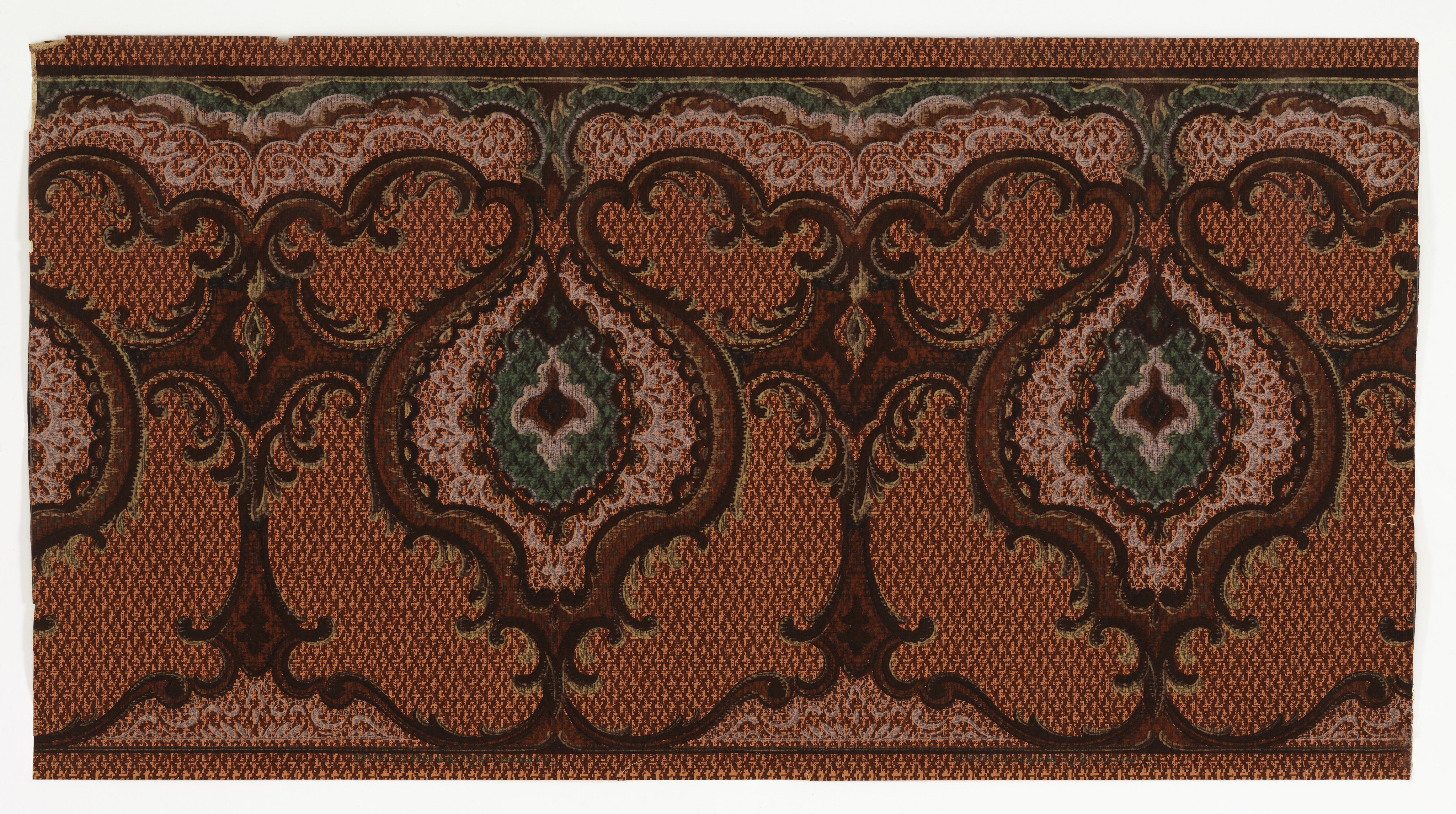
США, XX век